# Пасифик (команда Формулы-1)
Pacific Racing — команда Формулы-1 из Великобритании. Провела два полных сезона в Формуле-1 в 1994-м и 1995-м годах, стартовав в общей сложности в 33 гонках.

## История

### Начало: «Формула-Форд» и «Формула-3»

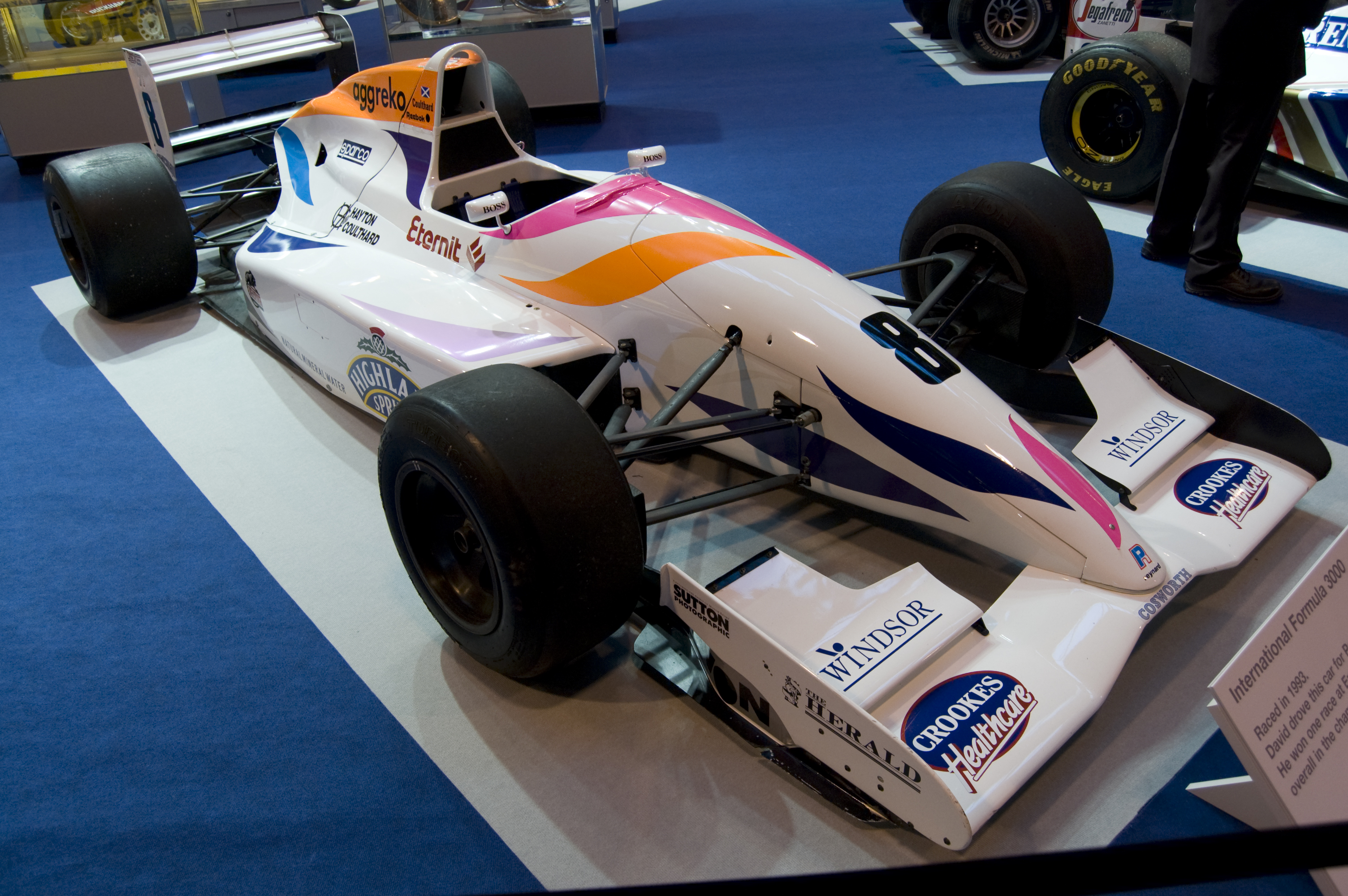

Команда была основана бывшим механиком и гонщиком Кейтом Уиггинсом в 1984 году для участия в европейском чемпионате Формулы-Форд. В качестве спонсора была привлечена богатая компания Marlboro, а за руль сел норвежский пилот Гарольд Хьюзман. Первый же сезон оказался крайне удачным — Хьюзман выиграл сразу два титула: чемпиона Европы и чемпиона стран Бенилюкса. На следующий сезон по рекомендации Хьюзмана, ушедшего на повышение в Формулу-3, в команду пригласили Бертрана Гашо. Также команда стала использовать автомобили компании Reynard Motorsports. В 1985 году Гашо выиграл титул в британской Формуле-Форд 1600, а год спустя бельгиец стал победителем и британского чемпионата, и кубка мира уже в Формуле-Форд 2000. В 1987 году Гашо отправился выступать в Формулу-3, а его место занял Юрки Ярвилехто, который повторил успех бельгийца, завоевав к тому же первое место в европейском чемпионате Формулы-Форд 2000. Завоевывать в Формуле-Форд уже было нечего, и в 1988 году команда перешла в британскую Формулу-3, сохранив пилота, конструктора и спонсора. Результат оказался тем же — вновь чемпионский титул с первой попытки. Ободренная успехом, команда в 1989 году переместилась теперь в чемпионат Формулы-3000.

### «Формула-3000»
В первом сезоне в новом чемпионате на болиды команды, как и прежде произведенный компанией Рейнарда, впервые в Европе были установлены двигатели Mugen-Honda. В пару к Ярвилехто был приглашен ирландец Эдди Ирвайн. Однако, после серии побед в младших сериях этот оказался разочарованием — Ирвайн стал в чемпионате лишь девятым, завоевав лишь одно место на подиуме, а финн оказался ещё дальше в классификации. Титул же достался Жану Алези, выступавшему на таком же шасси за команду Эдди Джордана. В результате этой неудачи команду постигло множество потерь — спонсор Marlboro ушёл к соперникам из DAMS, Ирвайн ушёл к Джордану, Ярвилехто и вовсе был приглашен в Формулу-1 в команду Onyx. Новый пилот — канадец Стефан Прулс — не смог заработать даже очков, а соотечественник Прулса Клод Бурбонне и бразилец Марко Греко не смогли ни разу даже квалифицироваться. На результаты повлияло урезанное финансирование (табачников из Marlboro заменила канадская компания Player’s) и смена конструктора с проверенного Reynard на Lola.
Уиггинс не отчаялся и на следующий сезон пригласил молодого Кристиана Фиттипальди — племянника чемпиона мира Формулы-1 1972 и 1974 годов Эмерсона Фиттипальди, а команда вновь перешла на использование шасси Reynard. С трудом, заработав всего две победы, бразилец все же смог победить в чемпионате, а его напарник Антонио Тамбурини стал четвёртым, выиграв единожды.
К 1992 сезону удалось вернуть финансирование от Marlboro, но новые пилоты (Фиттипальди, как и его предшественники, ушёл в Формулу-1) Жорди Жене и Лоран Айелло не особо блистали на трассе. Жене смог победить лишь один раз (на стартовом этапе чемпионата) и ещё дважды побывать на подиуме, Айелло же и вовсе всего заработал всего три очка. Не смущенный относительной неудачей, Уиггинс начал планировать участие в Формуле-1. Была основана компания Pacific Grand Prix, но участие в чемпионате мира было отложено из-за недостатка финансирования. Оставшись в Формуле-3000 ещё на год, Уиггинс пригласил в качестве основного пилота Дэвида Култхарда. Шотландец смог победить один раз, выступал стабильно и в результате стал в чемпионате третьим, уступив только Оливье Панису и Педро Лами. В конце сезона Уиггинс объявил об окончательном переходе команды в Формулу-1.

### «Формула-1»

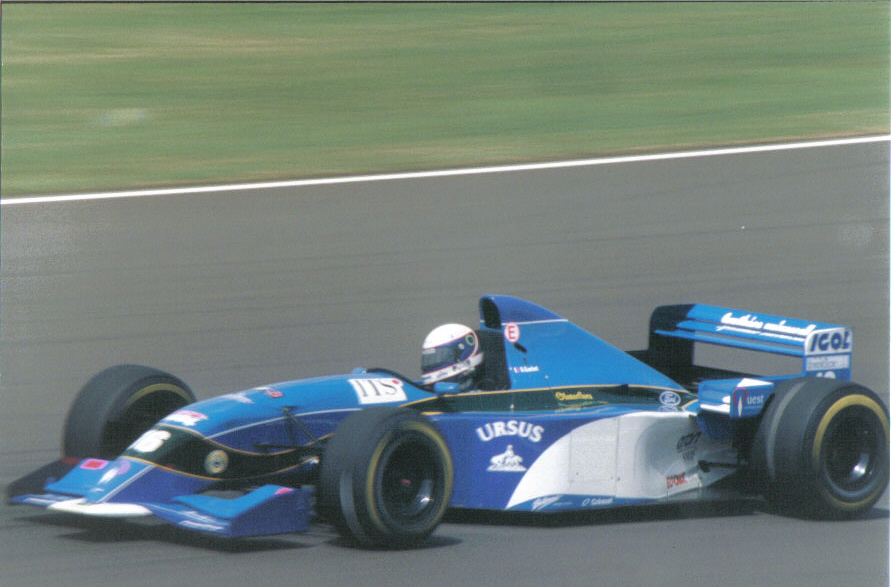

Для участия в Формуле-1 согласно правилам требовалось самостоятельно строить автомобиль. Вместо того чтобы организовать конструкторское бюро, Уиггинс принял решение закупить основу для шасси у стороннего производителя. Несколькими годами ранее Эдриан Рейнард со своей компанией Reynard также планировал участие в Формуле-1, но не смог найти подходящего поставщика двигателей. Конструктор шасси Рори Бирн вместе со своей группой специалистов ушёл тогда от Рейнарда в Бенеттон, а всё оставшееся имущество приобрёл для себя Уиггинс. Довести конструкцию до рабочего состояния помогли инженеры Reynard, приглашённые специально для этого. Полученное шасси не отличалось проработанностью, недостаточной была и жёсткость. Двигатель команде достался производства компании Ilmor, при этом он был устаревшей конструкции — впервые он появился в Формуле-1 аж в 1991 году на болидах команды Лейтон Хаус, заработав при этом всего одно очко. Пилотировать полученную конструкцию хотели пригласить Култхарда, но шотландец предпочёл стать тест-пилотом чемпионского Williams, и пришлось довольствоваться Гашо, в пару к которому пригласили Поля Бельмондо, единственным достоинством которого оказалось происхождение — он был сыном известного французского актёра Жана-Поля Бельмондо.
Кроме всего прочего, в чемпионат было заявлено 14 команд и 28 автомобилей, тогда как на стартовой решетке хватало место только для 26, и команде в каждой гонке приходилось бороться за саму возможность участия в гонке. Результат оказался соответствующим исходным данным. Лишь в самой первой гонке сезона Бертран Гашо смог показать в квалификации не последнее время, среди пилотов, пробившихся на старт, опередив Дэвида Брэбема из команды Симтек. В остальных 15 гонках сезона команда стабильно оставалась слабейшей в пелотоне. Квалифицироваться обоим пилотам удалось только на четвёртом этапе в Монако, и то просто потому, что команды Williams и Simtek выставили по одному болиду из-за гибели своих гонщиков на прошлом этапе, а команда Заубер снялась с гонки из-за серьёзной аварии своего пилота Вендлингера в квалификации. В гонке же оба пилота сошли — Гашо из-за поломки коробки передач, а Бельмондо четырьмя кругами позже из-за переутомления (sic!). То же самое повторилось и на следующем этапе в Испании. Во Франции смог квалифицироваться один Гашо — и снова сошёл, а во всех остальных этапах никто из пилотов Pacific не смог пробиться на старт.
В феврале 1995 года команда объявила о слиянии с легендарной Team Lotus (на голубых болидах появилась зелёная лента с жёлтой окантовкой и эмблемой Team Lotus), которую в конце 1994-го приобрел брат Джеймса Ханта Дэвид, который не смог собрать нужных денежных средств для её участия.
В рамках подготовки к следующему сезону команда объявила, что её конструктором Фрэнком Коппаком (сыном знаменитого Гордона Коппака) уже разработано новое шасси PR02. Устаревший двигатель Ilmor был заменен на Ford ED V8.

## Результаты в Формуле-1
| Легенда к таблице |                                                                    |
| --- | ------------------------------------------------------------------ |
| В таблице перечислены результаты всех Гран-при Формулы-1, в которых принимала участие команда. Строками таблицы являются сезоны, столбцами — этапы чемпионата мира. В каждой клетке указаны сокращённое название этапа и результаты гонщиков команды, дополнительно обозначенные цветом. Расшифровка обозначений и цветов представлена в нижеследующей таблице. |                                                                    |
| \| Пример \| Описание \| \| ------------ \| ------------------------------------------------------------------ \| \| 1 \| Победитель \| \| 2 \| Второе место \| \| 3 \| Третье место \| \| 5 \| Финишировал, заработав очки \| \| Сход \| Не финишировал, но при этом заработал очки \| \| 12 \| Финишировал, не получив очков \| \| НКЛ \| Финишировал, но не попал в финальную классификацию \| \| 15 \| Участвовал вне зачёта, либо по отдельной классификации \| \| 18 \| Не финишировал, но попал в финальную классификацию \| \| Сход \| Не финишировал \| \| НКВ \| Не прошёл квалификацию \| \| НПКВ \| Не прошёл предквалификацию \| \| ДСК \| Дисквалифицирован \| \| ИСК \| Исключён из протокола соревнований \| \| ТТ \| Заявлен для участия только в тренировках \| \| НС \| Участвовал в квалификации, но не стартовал в гонке \| \| Т \| Травмирован или болен \| \| ОТК \| Отказ от участия \| \| НТР \| Прибыл на соревнования, но на трассу не выезжал \| \| НПР \| Был заявлен в числе участников, но не прибыл к началу соревнований \| \| О \| Соревнования отменены \| \| \| Не участвовал \| \| Поул-позиция \| \| \| Быстрый круг \| \| |                                                                    |
| Пример | Описание                                                           |
| 1 | Победитель                                                         |
| 2 | Второе место                                                       |
| 3 | Третье место                                                       |
| 5 | Финишировал, заработав очки                                        |
| Сход | Не финишировал, но при этом заработал очки                         |
| 12 | Финишировал, не получив очков                                      |
| НКЛ | Финишировал, но не попал в финальную классификацию                 |
| 15 | Участвовал вне зачёта, либо по отдельной классификации             |
| 18 | Не финишировал, но попал в финальную классификацию                 |
| Сход | Не финишировал                                                     |
| НКВ | Не прошёл квалификацию                                             |
| НПКВ | Не прошёл предквалификацию                                         |
| ДСК | Дисквалифицирован                                                  |
| ИСК | Исключён из протокола соревнований                                 |
| ТТ | Заявлен для участия только в тренировках                           |
| НС | Участвовал в квалификации, но не стартовал в гонке                 |
| Т | Травмирован или болен                                              |
| ОТК | Отказ от участия                                                   |
| НТР | Прибыл на соревнования, но на трассу не выезжал                    |
| НПР | Был заявлен в числе участников, но не прибыл к началу соревнований |
| О | Соревнования отменены                                              |
| | Не участвовал                                                      |
| Поул-позиция |                                                                    |
| Быстрый круг |                                                                    |

| Год  | Шасси        | Двигатель       | Ш | Пилоты            | 1    | 2    | 3    | 4    | 5    | 6    | 7    | 8    | 9    | 10   | 11   | 12   | 13   | 14   | 15   | 16   | 17   | Место | Очки |
| ---- | ------------ | --------------- | - | ----------------- | ---- | ---- | ---- | ---- | ---- | ---- | ---- | ---- | ---- | ---- | ---- | ---- | ---- | ---- | ---- | ---- | ---- | ----- | ---- |
| 1994 | Pacific PR01 | Ilmor 2175A V10 | G |                   | БРА  | ТИХ  | САН  | МОН  | ИСП  | КАН  | ФРА  | ВЕЛ  | ГЕР  | ВЕН  | БЕЛ  | ИТА  | ПОР  | ЕВР  | ЯПО  | АВС  |      | —     | 0    |
| 1994 | Pacific PR01 | Ilmor 2175A V10 | G | Поль Бельмондо    | НКВ  | НКВ  | НКВ  | Сход | Сход | НКВ  | НКВ  | НКВ  | НКВ  | НКВ  | НКВ  | НКВ  | НКВ  | НКВ  | НКВ  | НКВ  |      | —     | 0    |
| 1994 | Pacific PR01 | Ilmor 2175A V10 | G | Бертран Гашо      | Сход | НКВ  | Сход | Сход | Сход | Сход | НКВ  | НКВ  | НКВ  | НКВ  | НКВ  | НКВ  | НКВ  | НКВ  | НКВ  | НКВ  |      | —     | 0    |
| 1995 | Pacific PR02 | Ford ED V8      | G |                   | БРА  | АРГ  | САН  | ИСП  | МОН  | КАН  | ФРА  | ВЕЛ  | ГЕР  | ВЕН  | БЕЛ  | ИТА  | ПОР  | ЕВР  | ТИХ  | ЯПО  | АВС  | 12    | 0    |
| 1995 | Pacific PR02 | Ford ED V8      | G | Бертран Гашо      | Сход | Сход | Сход | Сход | Сход | Сход | Сход | 12   |      |      |      |      |      |      | Сход | Сход | 8    | 12    | 0    |
| 1995 | Pacific PR02 | Ford ED V8      | G | Андреа Монтермини | 9    | Сход | Сход | НС   | ДСК  | Сход | НКЛ  | Сход | 8    | 12   | Сход | Сход | Сход | Сход | Сход | Сход | Сход | 12    | 0    |
| 1995 | Pacific PR02 | Ford ED V8      | G | Жан-Дени Делетра  |      |      |      |      |      |      |      |      |      |      |      |      | Сход | НКЛ  |      |      |      | 12    | 0    |
| 1995 | Pacific PR02 | Ford ED V8      | G | Джованни Лаваджи  |      |      |      |      |      |      |      |      | Сход | Сход | Сход | Сход |      |      |      |      |      | 12    | 0    |